# آنا أودوبيسكو
آنا أودوبيسكو (من مواليد 3 ديسمبر 1991 في Dubăsari) مغنية مولدوفية، مثلت بلدها في مسابقة الأغنية الأوروبية 2019 مع أغنيتها "Stay". فازت بالعرض الوطني لاختيار O melodie pentru Europa في 2 مارس 2019.